# Médaille pour distinction dans le service diplomatique
La médaille pour distinction dans le service diplomatique est la récompense de l'État de la République d'Azerbaïdjan.

## Histoire
Le prix a été créé, le 30 juin 2009.
La médaille pour distinction dans le service diplomatique est décernée aux employés du service diplomatique de la République d'Azerbaïdjan qui ont des grades diplomatiques pour ce qui suit:
Pour une contribution significative à la mise en œuvre de la politique étrangère de la République d'Azerbaïdjan;
Pour un travail important sur le développement des relations internationales de la République d'Azerbaïdjan;
Pour une participation active à la préparation de projets importants liés au service diplomatique et à leur mise en œuvre;
Pour activité consciencieuse dans le service diplomatique et mérites particuliers.